# The Beatles Anthology
The Beatles Anthology is een multimediaproject van de Britse band The Beatles. Het project bestaat uit een documentaireserie, drie compilatiealbums en een boek dat de geschiedenis van de band beschrijft. De toen nog levende Beatles, Paul McCartney, George Harrison en Ringo Starr, hielpen mee om het project samen te stellen, en de overleden John Lennon is in oude interviews te zien en te horen.
De documentaireserie was in november 1995 voor het eerst op tv te zien. In 1996 werd de serie op VHS en cd-video uitgebracht en in 2003 verscheen ze op dvd. De compilatiealbums, genaamd Anthology 1, Anthology 2 en Anthology 3, werden tussen november 1995 en oktober 1996 uitgebracht. Op deze albums stonden onuitgebrachte opnames en outtakes op chronologische volgorde. Ook bevatten de eerste twee albums twee nieuwe nummers die door Lennon waren opgenomen nadat de groep uit elkaar ging: Free as a Bird en Real Love, geproduceerd door Jeff Lynne. Het boek Anthology werd uitgebracht in 2000 en is te vergelijken met de documentaire; beide uitgaven maakten gebruik van interviews om het verhaal van de band te vertellen.

## Documentaire
Ongeveer tegelijkertijd met de single Free as a Bird en het album Anthology 1 werd de documentaireserie The Beatles Anthology uitgezonden op ITV in het Verenigd Koninkrijk en ABC in de Verenigde Staten. In de documentaire wordt het verhaal van de band verteld aan de hand van interviews met de groepsleden. Hierbij werd gebruik gemaakt van zowel archiefmateriaal, afkomstig uit de tijd dat de groep nog bestond, als interviews die speciaal voor dit project werden gedaan. Paul McCartney, George Harrison en Ringo Starr gaven nieuwe interviews, terwijl de al overleden John Lennon enkel in archiefmateriaal te zien was. Werk voor de documentaireserie nam ruim vijfduizend uur in beslag. In 1997 ontving de documentaireserie een Grammy Award in de categorie Best Music Film.
De documentaireserie werd in het Verenigd Koninkrijk tussen 26 november en 31 december 1995 in acht delen uitgezonden, terwijl in de Verenigde Staten tussen 19 en 23 november drie langere afleveringen te zien waren. Op 5 september 1996 werd de serie uitgebracht op VHS en cd-video. In 2003 werd de serie opnieuw uitgebracht op dvd, waarbij een extra schijf met bonusmateriaal werd toegevoegd.

## Albums
De Anthology-serie bevat drie albums. Ieder album bevat twee cd's, twee cassettes of drie lp's die grotendeels bestaan uit niet eerder uitgebracht materiaal (de nummers die de Beatles met Tony Sheridan hebben opgenomen vormen hierbij een uitzondering), hoewel veel nummers al jaren als bootlegs te verkrijgen waren.
Twee dagen nadat de eerste aflevering van de documentaireserie werd uitgezonden, kwam Anthology 1 op de markt. Op dit album staan een aantal nummers die waren opgenomen door The Quarrymen, de band waarin Lennon, McCartney en Harrison zaten voordat zij in The Beatles terechtkwamen. Ook zijn een aantal nummers uit de auditie van de band voor Decca Records opgenomen, en zijn er verschillende outtakes en demo's die werden opgenomen tijdens de sessies van hun eerste vier albums. Verder staat het nummer Lend Me Your Comb op het album; dit werd een jaar eerder nog van Live at the BBC weggelaten. Daarnaast is het nieuwe nummer Free as a Bird de eerste track op het album. Pete Best, de eerste drummer van de band, die al vertrokken was voordat de Beatles beroemd werden en dus niet rijk werd, ontving voor dit album zijn eerste Beatles-royalty's, omdat hij te horen was op de vroege opnamen van de band.
Anthology 2 werd op 17 maart 1996 uitgebracht. Op dit album staan outtakes en demo's uit de sessies voor de albums Help!, Rubber Soul, Revolver, Sgt. Pepper's Lonely Hearts Club Band en Magical Mystery Tour. Hieronder vallen onder meer vroege demo's van Strawberry Fields Forever, die eerder enkel op bootlegs stonden. Ook dit album begint met een nieuw nummer: Real Love is gebaseerd op een onafgemaakte demo van Lennon.
Anthology 3 verscheen op 28 oktober 1996. Op dit album staan outtakes en demo's uit de sessies voor de albums The Beatles ("White Album"), Abbey Road en Let It Be. Daarnaast staan er een aantal nummers op het album die als groep waren opgenomen, maar die later werden uitgebracht als solonummers van Harrison en McCartney.

## Boek
In oktober 2000 werd het boek The Beatles Anthology uitgebracht. In dit boek staan interviews met alle bandleden en andere bij de band betrokken mensen. Ook bevat het zeldzame foto's. Veel citaten uit het boek waren eerder al te horen in de documentaireserie.

## Onuitgebrachte opnamen
Aan het begin van 1995 was men bezig om The Beatles Anthology te voltooien. McCartney nam in deze periode samen met Yoko Ono, de weduwe van Lennon, een avant-garde nummer op, genaamd Hiroshima sky is always blue. Ono verzorgde de stem en McCartney was te horen op de basgitaar, en Sean Lennon, Linda McCartney en de kinderen van Paul McCartney bespeelden andere instrumenten. Het nummer was te horen op de Japanse televisie bij de herdenking tijdens de vijftigste verjaardag van het vallen van de atoombom op Hiroshima.
Naast Free as a Bird en Real Love werd er overwogen om nog twee demo's van Lennon uit te brengen ter gelegenheid van het Anthology-project. Now and Then werd door Lennon in 1978 als demo opgenomen. Dit nummer werd niet afgemaakt omdat de overige Beatles en producer Jeff Lynne vonden dat er te veel aan de opname moest gebeuren voordat ze kon worden uitgebracht. Een tweede nummer, Grow old with me, werd door Lennon in november 1980 opgenomen als een van zijn laatste nummers. In 1984 verscheen deze opname op zijn postume album Milk and Honey. Er werd kortstondig aan dit nummer gewerkt, maar niet met dezelfde inzet als aan de andere nummers.
Het nummer Carnival of Light, dat werd opgenomen tijdens de sessies voor Sgt. Pepper's Lonely Hearts Club Band, zou op Anthology 2 verschijnen, maar Harrison gaf hier geen toestemming voor. Ook zouden McCartney, Harrison en Starr in maart 1995 een nieuw nummer genaamd All for Love hebben gemaakt voor Anthology 3, maar deze opname werd nooit uitgebracht.